# Cymodoce falcata
Cymodoce falcata là một loài chân đều trong họ Sphaeromatidae. Loài này được Barnard miêu tả khoa học năm 1920.